# Riksdagen 1647
Riksdagen 1647 ägde rum i Stockholm.
Ständerna sammanträdde den 13 januari 1647. Lantmarskalk var Bengt Skytte. Prästeståndets talman var biskop Jonas Magni Wexionensis. Borgarståndets talman var Jacob Grundel den äldre, bondestådets talman Erik Matsson i Skråmsta.
Riksdagen avslutades den 27 mars 1647.